# Euchaetothrips
Euchaetothrips är ett släkte av insekter som beskrevs av Bagnall 1916. Euchaetothrips ingår i familjen smaltripsar.
Släktet innehåller bara arten Euchaetothrips kroli.